# Chicxulub Pueblo
Chicxulub község és település Mexikóban, a Yucatán-félszigeten, Yucatán állam Influencia Metropolitana régiójában.
A 2010-es népszámlálás szerint népessége 4113 fő volt, melyből 4080 fő élt a községközpontban (melynek neve szintén Chicxulub Pueblo), 33 fő pedig további 12 kicsiny helységben.
Nemzetközi ismertségre azzal tett szert, hogy a közelében van annak az óriási becsapódási kráternek a középpontja, amely 66 millió évvel ezelőtt keletkezett, egyes elméletek szerint hozzájárulva a dinoszauruszok kihalásához. A városkáról a becsapódási hely a Chicxulub-kráter nevet kapta.